# Häxprocesser i Sverige

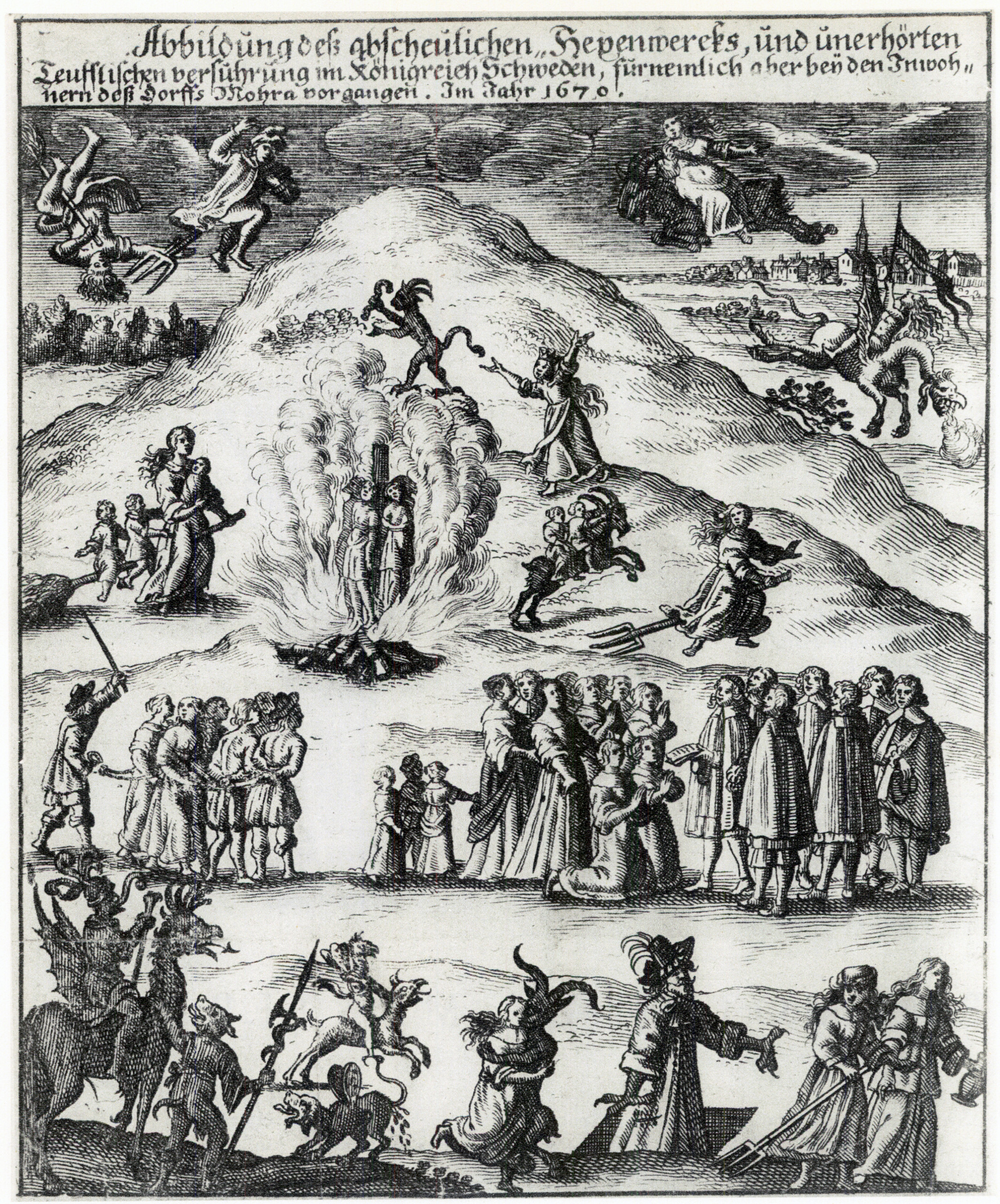
Häxprocesserna i Mora. I förgrunden djävlar och häxor. Där ovan förhörskommissionen med en hop klagande kvinnor och barn som avger vittnesmål. En fångknekt driver fram en flock fängslade häxor och trollkarlar. Omkring bålet där de dömda brinner, syns häxor som bortför barn på sopkvastar, bockar och dynggrepar, medan demoner i djurskepnad tumlar i luften.
Tyskt kopparstick från 1670.

Häxprocesser i Sverige var få i jämförelse med andra länder i Europa. I Sverige avrättades hundratals personer för häxeri fram till det sista fallet år 1704. Av dessa inträffade de flesta fall (omkring 280) under en kort men intensiv period; de åtta åren mellan 1668 och 1676, då den häxhysteri som kallas det stora oväsendet bröt ut och orsakade en stor mängd häxprocesser i landet. Det är denna ökända period av intensiv häxjakt som är mest känd och utforskad och som brukar beskrivas i historieböckerna då man läser om häxprocesser i Sverige.

## Den första vågen – svenska häxprocesser före 1668

### Före 1608
Under medeltiden ansågs trolldom inte som ett allvarligt brott; endast den som hade begått ett mord med hjälp av trolldom fick avrättas, men det är inte känt om någon avrättades för trolldom i Sverige under medeltiden. Det första kända fallet härrör från Arboga stads tänkebok år 1471 då Karin och Birgitta Andersdotter stod anklagade för trolldom, man vet dock inte om de avrättades. Fallet Eric Clauesson från år 1492 kan anses som en häxprocess, men också som en kättarprocess. Denna lag gällde fram till 1608. 
Fram till 1608 års Appendix var trolldom straffbart i svensk lag endast om det hade använts för att begå mord, medan icke skadlig magi juridiskt definierades som vidskepelse och inte som häxeri.
Före 1668 förekom några häxprocesser i främst Småland och Götaland. Under tiden från reformationen 1527 till 1596 förekom ca 100 häxprocesser i Sverige, som sammanlagt kan ha lett till cirka tio dödsstraff. 
Under åren 1540 — 1560 bötfälldes 14 personer till böter för trolldom i Småland.
1550 avrättades Lasses Birgitta från Öland, som möjligen var det första svenska fallet. 
År 1551 gav Gustav Vasa order om att de som misstänktes ha dödat hans sekreterare Clemens Hansson med gift och trolldom skulle arresteras, åtalas, fängslas och torteras, men det verkar inte som om ordern ledde någonvart. En av dessa kvinnor erbjöds av domstolen att svära sig fri med en tolvmannaed. Målet togs dock inte upp förrän 1563, då Hanssons arvingar förde upp det till kungens höga nämnd. Kvinnan erbjöds då att gå igenom den förut föreslagna eden, med villkoret att om hon inte kunde det, skulle hon dömas som skyldig, vilket innebar att hon skulle dömas till böter "efter Sveriges lag". 
1560 ska en kvinna ha avrättats för trolldom i Växjö, 1562 avrättades en man i samma stad för signelse, trolldom och vidskepelse, vartill han förfört andra från och »från den rätta tron».
År 1571 beordrades landets präster att vara uppmärksamma på alla tecken till trolldom i församlingarna, och året därpå infördes en bestämmelse om att de som ägnade sig åt trolldom skulle uteslutas ur församlingen. 
Flera mål i Värmland är kända från denna tid. 1575 avrättades två kvinnor i Fryksdalen och senare under tiden 1607–1610 anhopades en rad mål som underställdes kungen Karl IX där tortyr förekom i flera av dem. I november 1608 gav kungen i sitt utlåtande order om nya förhör i trolldomsålen mot Mats i Oleby i Fryksände, Britta i Våle i Ekshärad och Per Amundssons hustru i Herrhult i sedermera Kroppa socken, även om det är okänt hur målen slutade, något som inte är ovanligt om trolldomsmål under denna tid. 
Under biskop Abraham Angermannus visitationsresa genom landet 1596–1597 förekom omkring 140 häxprocesser, särskilt i Götaland, som dock sällan ledde till dödsstraff. 1597 anklagades tre kvinnor i Hälsingland för att kunna flyga över "berg och dal" till Blåkulla där de haft samlag med Satan. Principiellt viktiga fall var de med Brita Pipare och Geske, som illustrerar den initiala svårigheten för myndigheter att handskas med det nya fenomenet. 1607 befallde Karl IX att en kvinna från Hälsingland skulle uppbrännas efter det hon anklagats att genom en trollkarl suga all makt och blod från sin son "som låtit en trollkarl suga all bloden av hennes son". Även trollkarlen lagfördes efter befallning från konungen, men det finns inga kända dokument som påvisar vilken dom han fick. Det är också det enda kända anklagelsen för vampyrism i de svenska häxprocesserna.

### 1608–1668
År 1608 fick Sverige en ny, sträng häxlag, i samband med att Moseböckerna blev appendix till Sveriges rikes lag. Den föreskrev dödsstraff för alla former av trolldom och grundade sig på Bibelns bud "du skall icke låta en trollkona leva" (Andra Mosebok 22:18). 
Genom 1608 års Appendix blev all trolldom formellt sett straffbar eftersom den utgick från bibelns ord. Detta stöddes av kyrkan, som definierade all form av magi som associerad med Djävulen och därför ond, även om den användes för goda ändamål. De lokala domstolarna dömde de åtalade efter lagens bokstav, vilket innebar att de som utövat trolldom ofta dömdes till döden: när domarna vidarebefordrades till hovrätten, blev de dock som regel mildrade från dödstraffen av hovrätten, som enligt praxis definierade all icke skadlig trolldom som "Vidskepelse" istället för häxeri. Kloka gummor och kloka gubbar, naturläkare och botare, blev oftast dömda för vidskepelse istället för häxeri, eftersom deras trolldom inte ansågs komma från Djävulen och därför var ofarlig. 
Efter 1608 ökade praxis med hårdare straff för skadlig magi, som ansågs komma från diabolism, det vill säga en förbindelse med Djävulen.
År 1611 utsattes en kvinna kallad för Karin uti Öckleqvarna efter kunglig befallning för vattenprovet, hennes slutgiltiga dom är dock förlorad.  Under 1610-talet avrättades flera "häxor" i Östergötland på order av prinsessan Maria Elisabet. Lussi i Svartorp i Hällestad bekände att hon farit till Blåkulla och haft samlag med Satan och sju kvinnor avrättades i häxprocessen i Finspång 1617. Det var även fler anklagade och dömda och vissa menar att bara en bråkdel av målen är kända eftersom en del domböcker gått förlorade. 1619 stod två "signerskor" fängslade i Gävle för att ha haft samlag med Satan i Blåkulla. 
År 1633 dömdes "Olof Fants hustru" i Örebro till att halshuggas och brännas   av Svea hovrätt sedan hon bekänt att hon varit i Blåkulla en gång och haft samlag med Satan. Andra mindre kända tidiga processer där flera dömdes samtidigt är bl.a. de i Ramsele 1634, Norrköping 1617, norra Värmland 1603–1607 och Vassunda 1603. Den i norra Värmland verkar på grund av antalet anklagade ha närmats sig intensiteten i processerna i Östergötland, men eftersom domstolsutslag saknas är konsekvenserna av denna process i det närmaste okända. Man vet dock via en bevarad handling att en man kallad Mats i Olaby dömdes efter Upplandslagen och Västerås recess till bålet här 1607.
Före 1668 var det mycket vanligt att den anklagade friades eller fick ett annat straff än dödsstraff. Av de 14 personer (3 män och 11 kvinnor) som stod inför rätta för trolldom (3 för lövjeri, 7 för skadegörelse på människa eller djur) i Dalarna under tiden 1631–1667 fick nästan alla milda straff. Det kunde innebära en tids förvisning från bygden, böter eller liknande. 16 trolldomsmål (5 mot män, 11 mot kvinnor), hölls 1630–1671 enligt Frykdals övre tingslags häradsrätts domböcker, varav de flesta inte ledde till dödsstraff. Det är talande, att det allvarligaste trolldomsmålet i Dalarna före 1668 anses vara det mot Håll Karin 1663, vilket resulterade i förvisning från bygden och inte i dödsstraff. 
Den första processvågen i Sverige, som inträffade mellan 1590-talet och 1610-talet (vilket också var den intensivaste perioden ute i Europa), avstannade på 1620-talet och de följande 40 åren var trolldomsfall som ledde till avrättning mycket sällsynta i Sverige. Dessa första häxjakter var få jämfört med den stora hysterin som skulle bryta ut 1668. År 1635 uttryckte riksdagen, som skulle bekräfta dödsstraffen som avkunnats av de lokala domstolarna, sin lättnad över att så få trolldomsfall hade inrapporterats under flera år.
Häxprocesser förekom knappt under drottning Kristinas regeringstid, då monarken var skeptisk mot dessa. År 1648 hölls den principiellt viktiga processen mot Olof Månsson, som slutade med att Kristina valde att mildra Olof Månsson från dödsstraff, trots att en sådan annars hade kunnat utdömas. 
Vintern 1649 gav Kristina order om att den påbörjade häxprocessen i den svenska provinsen Bremen-Verden i Tyskland skulle upphöra för att den inte skulle utveckla sig till en massprocess: hon gav order om att den åtalade, Catharine Wolpmann, skulle släppas ur fängelset, något som ledde till att inga fler angivelser förekom och processen i Bremen-Verden upphörde. 
Det förekom dock dödsstraff vid trolldomsfall under denna tid, även om de var sällsynta. År 1650 hade två gamla kvinnor från Umeå erkänt att de rest till Blåkulla och använt trollkatter för att mjölka andras kor och dömts till döden enligt Bibelns text "du skall inte låta en trollkona leva": Märta i Degerfors bekände efter tortyr att hon hade en bära och hade bolat med Djävulen i Blåkulla, där hon även sett den sjuttioåriga Barbro i Tjälamark, som trots tortyr vägrade erkänna - men dock medgav att hon som fjortonåring begått tidelag med en tjur, vilket hon medgav måste ha varit en "djävulsk gärning", och de dömdes 1652 till döden för häxeri respektive tidelag.
När hovrätten refererade målet för Kristina, godkände hon dödsdomen. 
År 1653 dömdes också en kvinna från Lit i Jämtland, Hällie Nilsdotter , till döden för att ha dödat boskap med magi, en dom som också bekräftades av Kristina. Fallet från 1653 anses som den sista dödsdomen för trolldom i Sverige före 1668. Mellan 1596 och 1668 beräknas något under hundra avrättningar för häxeri ha inträffat i Sverige.

## Det stora oväsendet 1668–1676
De svenska häxprocesserna tog fart år 1668 under Karl XI:s regering, då den hysteri som kallades det stora oväsendet bröt ut och ledde till en stor mängd häxprocesser som under de följande åtta åren fram till 1676 ledde till hundratals avrättningar. Lars Elvius, kyrkoherde i Älvdalen, förhör med den unga vallflickan Gertrud Svensdotter och processen mot Märet Jonsdotter kom att ses som startskottet. 1668 hölls en stor rättegång i Mora i Dalarna där 17 personer dömdes till döden. Även barnen som agerade vittnen och angivare straffades – i Mora dömdes 148 barn med ris eller gatlopp.
Den svenska häxhysterin 1668–1676 var vad man kallade "endemisk", dvs den spred sig ryktesvägen från bygd till bygd och utspelade sig inte isolerat inom en specifik bygd, som de gjorde i exempelvis Norge. De svenska häxprocesserna 1668–1676 hade ofta mönstret att barnen, visgossar, anklagade vuxna för att ha kidnappat dem och fört dem till Blåkulla om nätterna. De utpekade arresterades och anklagades.
En särskild kommission, trolldomskommissionen, tillsattes för att hantera häxprocesserna. Dess regler fastställdes av kungen 1673 och 1674. 1673 sades det, att endast de som varit "ledande" och som själva hade erkänt fick avrättas. 1674 tilläts avrättning av dem som inte hade erkänt, men tortyr rekommenderades för att få dem att erkänna. Kommissionen delades i två avdelningar under överinseende av guvernör Carl Larsson Sparre, som ville bekräfta alla avrättningar. 1675 inträffade det värsta skedet, när ca 110 avrättades i Ångermanland och Gästrikland. 1675 kom hysterin till Stockholm, där en stor mängd personer sattes i fängelse. Åtta kvinnor avrättades under häxprocessen i Katarina 1676: Anna Sippel, Britta Sippel (Näslösan), Anna Måndotter (Vipp-Upp-Med-näsan), Anna Persdotter Lärka (Lärkan), Maria Jöransdotter, Margareta Matsdotter, Anna Simonsdotter Hack (Tysk-Anna) och Malin Matsdotter (Rumpare-Malin), varav en brändes levande.
Den svenska häxhysterin var ingalunda begränsad till de nedre befolkningsskikten, även högutbildade och välbeställda var inblandade – dock sällan som anklagade. Det offer som hade högst samhällsposition var sannolikt Katarina Bure, "prästfrun från Gävle". Den största omfattningen av den svenska häxjakten skedde i Häxprocesserna i Torsåker i Ångermanland när 71 personer; varav 65 kvinnor (var femte kvinna i Torsåkers socken), 2 män och 4 pojkar halshöggs och brändes på bål den 1 juni 1675. Enligt vissa källor avrättades 9 personer redan den 28 mars och resterande 62 den 1 juni 1675 på ett berg i gränstrakten mellan Torsåkers, Dals och Ytterlännäs socknar.
Häxprocesserna i Bohuslän och på Tjörn följde ett annat mönster, eftersom Bohuslän nyligen varit danskt. Här avrättades minst 28 personer, och ytterligare 9 kvinnor avled i fängelse under tortyr. Nästan alla trolldomsanklagade genomgick vattenprov. På Tjörn angav vuxna varandra, ofta flera samtidigt. Majoriteten av de anklagade var kvinnor, ofta äldre änkor. Förgöringen på Tjörn handlade främst om att hindra öns huvudsakliga produktion som var fiskenäringen. Personer anklagades för att ha förstört fisket, skutor eller tillgången på sill. 
Under häxprocessen i Stockholm 1676 avslöjades dock flera av vittnena med lögn och erkände inför domstolen att de hade avgett falska vittnesmål. Flera av vittnena blev sedan i sin tur straffade och dömda till döden för mened. Det blev därmed konstaterat att oskyldiga hade dömts till döden på falska vittnesmål, även om stridigheterna kring om de tidigare dömda kvinnorna verkligen hade varit oskyldiga pågick länge. Som en följd av detta avbröts häxprocesserna tvärt i både Stockholm och i resten av landet. Bland de som bekämpade de många domarna och verkade för en större rättssäkerhet fanns många präster, av vilka den mest kända är kaplanen Noraeus. Dessa insatser har dock kommit oförtjänt i skymundan av läkaren Urban Hiärnes agerande.
1677 arbetade i stället trolldomskommissionen med att förhindra häxprocesser, och samma år beordrades landets alla präster att hålla tacksägelseböner för sina församlingar med budskapet att landet nu för alltid var rensat från häxor, för att förhindra ytterligare anklagelser. En del präster framhöll dock att häxerierna trots allt varit verkliga, men läxades då upp av kommissionen.

## Efter 1676
Den kanske första avrättningen för trolldom i Sverige efter det stora oväsendet var möjligen Ingeborg Pedersdotter 1682. Under 1680-talet finns två separat avkunnade dödsdomar godkända av Svea hovrätt noterade från Halland, där kvinnorna erkände att de farit till Blåkulla: Anna Jönsdotter 1687 och Elin Ambjörnsdotter året därpå.
I Vendels socken förekom en häxprocess 1687, där de inblandade friades efter att målet hänskjutits till Svea hovrätt. Det är osäkert om processen mot Lars Nilsson 1693 bör räknas som en häxprocess. År 1697 dömdes Jon i Vartofta och Per Klepps till halshuggning och stegling för trolldom av Göta hovrätt. År 1733 blev drängen Olof Jönsson avrättad för "Hädelse och gudsförmädelse" av hovrätten, som efter överprövning ändrade häradsrätten dom där utslaget var trolldom enligt de ännu gällande trolldomslagarna. 
Den 15 juni 1704 halshöggs i Stockholm Anna Eriksdotter, den sista i Sverige som avrättats för häxeri. Den sista större processen då någon blev dömd för häxeri i Sverige var dock i Häxprocessen i Södra Ny 1724. Dessa domar var inte dödsdomar utan spöstraff. År 1748 dömdes en bonde i Uppland att piskas sedan han erkänt att han gjort andras hästar sjuka genom trolldom. 1756 mottog Hanna Hansdotter en dödsdom för häxeri, men denna dom verkställdes inte utan omvandlades till straffarbete. Sveriges sista häxprocess, Häxprocessen i Ål utspelade sig 1757; 18 personer blev då förklarade oskyldiga efter att ha utsatts för tortyr.
Under 1700-talet förekom, liksom i övriga Europa, en del ströfall som sällan ledde till fällande domar, eller också till milda straff. Häxprocesser i Malung 1708 och Leksand 1714 avslutades med frikännande i brist på bevis. En dansk krigsfånge, baron Herman Otto de Lützow, dömdes år 1711 till döden för att ha beseglat ett kontrakt med Satan, och 1718 dömdes en student vid Uppsala universitet, Daniel Salthenius för samma sak: båda dömdes till döden, ett straff som i båda fall omvandlades till fängelse. Även år 1746 förekom samma anklagelse, dom och straff mot en grenadjär i Stockholm.
Den sista gången en anklagelse riktades mot en person för häxeri och togs på någorlunda allvar av myndigheter torde ha varit 1778, då Greta Norström i Älvdalen anklagade "Solder Nils Jonssons hustru" för att ha fört henne till Blåkulla, vilket avfärdades, men dock ledde till ett förhör av myndigheterna. 1779 avskaffades dödsstraffet för trolldom och satanspakt. Satanspakt var dock fortfarande straffbart, även om dödsstraff inte längre kunde utmätas. Så sent som 1796 dömdes två smeder av Nora tingsrätt i Västmanland som skyldiga till att ha försökt sluta en pakt med Djävulen. 1858 bröt en häxhysteri kallad Blåkullafärderna i Mockfjärd, som illustrerar hur länge de gamla föreställningarna höll sig kvar.

## Antal och metoder
Enligt latinsk terminologi fanns tre olika typer av trolldom. Den första var sortilegium vilket var vidskepelse. Den andra var maleficium, vilket är fysiskt skadlig förgöring som exempelvis att förgöra grödor eller fiskbestånd. Den tredje var diabolism som exempelvis djävulspakter, häxsabbater på Blåkulla och (sexuell) kontakt med Satan.
Anklagelser – och i vissa fall även domar – om häxeri förekom alltjämt då och då, även senare, men det var framför allt under perioden 1668–1676 som de flesta avrättades för trolldom i Sverige. Sammanlagt avrättades omkring 300 personer i de berömda svenska häxprocesserna mellan 1668 och 1676, vilket är betydligt färre än antalet män som under samma tid avrättades för tidelag. Både män och kvinnor anklagades för trolldom, men den överväldigande majoriteten var kvinnor. Majoriteten av dem som anklagades för trolldom var bönder från underklassen med låg samhällsstatus.
I de svenska häxprocesserna som helhet, då även de som skedde utanför perioden 1668–1676 räknas, kan omkring 400 personer totalt ha avrättats för häxeri i Sverige; omkring elva personer under perioden 1492–1596, omkring hundra personer under perioden 1596–1668, omkring trehundra under de berömda häxprocessernas period 1668–1676, och tre personer under perioden 1676–1779 (sista gången 1704) innan dödsstraffet för satanspakt avskaffades 1779. Då har man dock inte räknat med de landområden som hörde till Sverige under 1600-talet, som Estland, Livland och Pommern, och inte heller de områden, som nu är svenska men inte var det då; i det då danska Malmö i Skåne, som blev svenskt 1658, hölls 63 häxprocesser mellan 1553 och 1663 som ledde till att 41 personer brändes levande på bål (i Danmark brändes man, till skillnad från i Sverige, levande för häxeri); i den då svenska provinsen Estland hölls 100 häxprocesser 1610–1650 med 55 avrättade, och i det då svenska Finland avrättades 115 personer mellan 1526 och 1701 (22 bara under 1674–1678). Siffran för de som avrättades för häxeri i alla områden under det svenska stormaktsväldet på 1600-talet bör alltså ha varit betydligt högre än de 400 som avrättades i det egentliga Sverige; och även den siffran bör stiga något om man räknar in siffrorna från de då danska landskap, som nu ingår i det nuvarande Sverige, som Skåne och Bohuslän.
Endast en känd person under de stora häxprocesserna 1668–1676, Malin Matsdotter, blev bränd levande på bål – i de andra fallen var personerna redan avrättade genom halshuggning och endast kroppen brändes upp. Visserligen löd domarna under påverkan av tidigare dansk lagstiftning levande bränning för flera av de personer som på 1660- och 70-talet – ofta efter fruktansvärd systematisk tortyr – dömdes i Bohuslän, men de reviderades senare till halshuggning av Svea hovrätt. En avrättning på Tjörn 1672 där enligt samtida protokoll de dömda klagande besteg bålet har visserligen lett till spekulationer om man här frångick denna kungliga rekommendation, men det mest troliga är de anklagade här halshöggs ovanpå själva bålet till skillnad från övriga Sverige.
Däremot såg bilden annorlunda ut i de svenska häxprocesserna före år 1668. Under 1500-talet kvarstod lagstiftning från medeltiden och bålstraffet kunde tillämpades i de få fall anklagelserna ledde till dödsstraff, bland annat brändes en kvinna i Växjö 1560. Mellan år 1608 och 1644 – då slutligen förbarmandet av den dömdes själ som i förtvivlan kunde riskera den eviga saligheten inför ett ohyggligt straff gick före den medeltida avskräckningsprincipen – tillät lagen vidare uttryckligen att man brändes levande på bål för häxeri, även om det är oklart hur ofta denna lag verkligen tillämpades.
År 1607 bestämde Karl IX att en trollkona skulle brännas efter det hon anklagats mörda sin son genom trolldom och år 1613 blev en kvinna dömd till att brännas på bål i Söderköping, anklagad för att ha försökt förgöra hertigparet av Östergötland av parets kaplan Claudius Prytz. Vid bikten grep hon tag i Prytz prästkappa och hade sånär lyckats dra in honom i det brinnande bålet om mästermannen inte lyckats få loss honom. År 1635 blev tre kvinnor, "Trulkonor som hafua bekent sigh kunna trulla och hafva warit till Blåkulla", dömda till "elden" av Svea hovrätt. Det finns också fler fall med dödsdomar från början av 1600-talet där avrättningsmetoden är oklar, och eftersom levande bränning för trolldom var tillåtet enligt lag, kan det alltså teoretiskt ha förekommit vid dessa fall. En häxprocess där de dömda förmodligen blev brända levande i Sverige före 1668 var vid häxprocessen i Finspång och Östergötland runt 1617. År 1642 dömde också häradsrätten Njursunda Elin i Kvissle till att "brännas vid en påle" men hon frigavs av hovrätten i brist på bevis.

## Samtida häxlitteratur
I Europa förekom det under denna tidsperiod en typ av "facklitteratur" om häxor och trolldom, där jurister, teologer och andra författare beskrev Djävulen, trolldom, häxor och hur de skulle identifieras, åtalas och avrättas. De mest kända internationella verken i denna demonologi var Häxhammaren (1487) och Demon-Mania (1580). Dessa skrifter användes som instruktionsböcker av domstolarna under häxförföljelserna, bland annat när domstolar skulle avgöra vilka vittnesmål från åtalade häxor och åklagarvittnen som skulle betraktas som logiska. 
Även i Sverige skrevs litteratur om häxor och trolldom under häxprocessernas tidsperiod. Dessa hade dock mindre betydelse för de svenska häxprocesserna, eftersom de hade begränsad spridning och nästan alla var handskrifter. De få som förekommer speglar dock samtidens syn på häxtron. De viktigaste svenska demonologiska skrifterna om häxor och trolldom var Ethicae Christianae (1617) av Laurentius Paulinus Gothius (1565-1646), och Magia Incantatrix (1632) av Ericus Johannis Prytz (1587-1637).